# Eddie Solomon
Edward Stanley Solomon, detto Eddie (Osage, 20 febbraio 1931 – 27 febbraio 2021), è stato un cestista statunitense.

## Carriera
Dopo la carriera universitaria alla West Virginia Tech venne selezionato dai Philadelphia Warriors al quinto giro del Draft NBA 1953 (33ª scelta assoluta), ma non giocò mai nella NBA. In seguito giocò nella AAU con i Peoria Caterpillars.
Con gli Stati Uniti disputò il Campionato del mondo del 1954, vincendo la medaglia d'oro.